# شرکت مجتمع فولاد خراسان
شرکت مجتمع فولاد خراسان (با سرواژگان: KSC) یکی از شرکت‌های بزرگ تولیدکنندهٔ فولاد در ایران است. از ۱۸ واحد مختلف تشکیل شده که ۵ واحد گندله‌سازی، احیاء مستقیم، ذوب، ریخته‌گری و نورد به عنوان واحدهای اصلی و دیگر واحدها جانبی و پشتیبانی محسوب می‌گردند.
کارخانه این مجتمع در دامنه‌ جنوبی رشته کوه بینالود و در میان شمال غرب شهر نیشابور و شمال شرق شهر فیروزه قرار دارد. سد اصلی بار و چندین روستا نیز در نزدیکی این کارخانه واقع هستند. این کارخانه از طریق شبکه راه‌آهن ایران و جاده ۴۴ ایران قابل دسترس است.
بر اساس مطالعات امکان‌سنجی در استان خراسان بزرگ توسط شرکت کوبه استیل ژاپن در سال ۱۳۶۸، شرکت مجتمع فولاد خراسان در منطقه‌ای به مساحت ۱٬۴۰۰ هکتار واقع در ۱۵ کیلومتری شمال‌غرب شهرستان نیشابور مکان‌یابی گردیده و با بهره‌برداری از کارخانجات: نورد سبک فولاد ساختمانی به ظرفیت ۵۵۰ هزار تن، فولادسازی بیلت به ظرفیت ۶۳۰ هزار تن و ۲ واحد احیاء مستقیم هر یک به ظرفیت ۸۰۰ هزار تن در سال، می‌رود تا با احداث واحدهای توسعه در حال اجرای خود شامل فولادسازی شمارهٔ ۲ به ظرفیت ۷۲۰ هزار تن، گندله‌سازی به ظرفیت ۲٫۵ میلیون تن و کنسانتره ۲٫۵ میلیون تنی و برنامهٔ احداث توسعه‌های فولادسازی و نورد، قطب سوم فولاد کشور را در استان خراسان رضوی تثبیت نماید.
فولاد خراسان یکی از معدود شرکت‌های فولادسازی ایران است که توانسته مالک زنجیره کاملی در تولید فولاد از معدن‌کاری سنگ‌آهن تا نورد فولاد و تولید انواع محصولات پوشش‌دار و تخت باشد.

این واحد اشتغالی بالغ بر ۸٬۰۰۰ نفر به‌طور مستقیم در خطوط تولید، پشتیبانی، ترابری و برای بیش از این شمار به‌طور غیرمستقیم فرصت شغلی ایجاده کرده‌است و پس از شرکت‌های فولاد مبارکهٔ اصفهان و فولاد خوزستان از شرکت‌های مؤثر تولید فولاد به‌شمار می‌رود.
تقریباً ۱۰ درصد درآمد مالیاتی استان خراسان رضوی (۱۸۰۰ میلیارد ریال) از این مجتمع حاصل می‌شود.

## آشنایی با شرکت
«مجتمع فولاد خراسان» به عنوان بزرگ ترین قطب صنعتی شرق کشور،  از سال 1380 رسماً وارد باشگاه تولیدکنندگان فولاد کشور شده است.
این شرکت در راستای سیاست اقتصادی دولت مبنی بر خودکفایی صنعتی و رفع وابستگی به محصولات استراتژیک با بهره گیری از پیشرفته ترین تکنولوژی و استاندارهای ملی و بین المللی محصول و مدیریت در صنعت و نیز برخورداری از کادر فنی مجرب، در زمینه تولید میلگرد، شمش، آهن اسفنجی و بریکت فعالیت می نماید.
فولاد خراسان طلایه دار تکنولوژی نوین در صنعت فولاد است و دارای استانداردهای معتبر جهانی و کیفیت در محصولات فولادی می باشد که در حال حاضر ظرفیت تولید فولاد خام این مجتمع عظیم صنعتی 1/4 میلیون تن در سال شامل: ( کارخانه نورد با ظرفیت سالانه تولید 600 هزارتن، کارخانه فولادسازی شماره 1و 2 با ظرفیت 1/4 میلیون تن، کارخانه آهن اسفنجی1و 2 با ظرفیت 1/6 میلیون تن و کارخانه گندله سازی با ظرفیت 2.5 میلیون تن در سال)  و با  ایجاد اشتغال 5 هزار نفر بطور مستقیم می باشد که محصولات آن در صنایع ساختمانی، عمرانی، شرکت های نورد کار مورد استفاده قرار می گیرد.
در حال حاضر واحد تغلیظ سنگ آهن (کنسانتره سازی) با ظرفیت 2.5 میلیون تن در سال در محل معادن سنگان را در دست اجرا دارد.

## سهامداران
- موسسه صندوق بیمه اجتماعی روستائیان و عشایر
- شرکت سرمايه گذاري توسعه معادن وفلزات بخش 1
- شركت سرمايه گذاري توسعه معادن وفلزات -س ع -بخش 10
- شرکت سرمايه گذاري توسعه معادن وفلزات -س ع -بخش 6
- شركت سرمايه گذاري توسعه معادن وفلزات بخش 5
- شركت سرمايه گذاري توسعه معادن وفلزات -سهامي عام
- شركت سرمايه گذاري توسعه معادن وفلزات -س ع -بخش 3
- شركت سرمايه گذاري توسعه معادن وفلزات -س ع -بخش 1
- شركت سرمايه گذاري توسعه معادن وفلزات -س ع -بخش 2
- شركت بين المللي فولادتجارت دالاهو-سهامي خاص-

## هیئت مدیره
- محمدعلی اربابی (رئیس هیئت مدیره)
- امیررضا هیهات  (مدیر عامل و سرپرست)[۳]
- علی چشمی(عضو هیئت مدیره)
- رضا نیک روز (عضو هیئت مدیره)
- سیدمحمد رضوی مهرآبادی (عضو هیئت مدیره)

## محصولات
- میل‌گرد ساده (میل‌گرد نیشابور)[۴]
- میل‌گرد آجدار
- شمش فولادی
- بریکت
- آهن اسفنجی
- گندله[۵]